# Leo Olsen
Christopher Leonidas Olsen (25 settembre 1981) è un allenatore di calcio e calciatore norvegese, centrocampista dello Jevnaker.

## Biografia
Nato in Colombia, fu adottato da una coppia di Harstad all'età di tre anni.

## Carriera

### Club
Olsen iniziò la sua carriera nello Harstad. Giocò in seguito nel Tromsø e nel Tromsdalen. Nel 2008 passò allo Hønefoss, per cui esordì nella Adeccoligaen il 13 aprile dello stesso anno, nel pareggio casalingo per tre a tre contro lo Start. Il 7 luglio 2008, segnò la prima rete con la nuova casacca: fu sua una delle reti che piegarono per due a zero l'Alta. Il 21 marzo 2010 debuttò nella Tippeligaen con questa maglia, in virtù della promozione conquistata l'anno precedente: fu infatti titolare nella sconfitta per due a zero contro lo Aalesund. A fine stagione, però, la squadra retrocesse e tornò in Adeccoligaen. Il 19 dicembre 2012, fu reso noto che sarebbe diventato allenatore-giocatore dello Jevnaker, a partire dal 1º gennaio successivo.

## Palmarès

### Club

#### Competizioni nazionali
- 1. divisjon: 2

Tromsø: 2002
Hønefoss: 2011